# Мегакаріоцит
Мегакаріоцит — клітина кісткового мозку, попередник тромбоцитів. Назва походить від грецьких слів «мега» — великий і «каріо» — ядро. Ці клітини мають великий розмір (50-100 мкм) і поліплоїдний набір хромосом.

## Походження

Розвиток клітин крові

Знаходяться у кістковому мозку, печінці, селезінці, нирках. Розвиваються з стовбурової клітини крові під впливом тромбопоетіну. З первинної стовбурової клітини утворюється мегакаріобласт, що надалі перетворюється у промегакаріоцит. Після дозрівання промегакаріцит проходить декілька циклів подвоєння ДНК шляхом ендомітозу (тобто без клітинного поділу). Більшість мегакаріоцитів мають набір хромосом 32n, рідше 64n (на відміну від звичайних 2n), тому ядро клітини збільшене, неправильної форми. Надалі мегакаріоцит розпадається на тромбоцити, що надходять у кров. З одного мегакаріоциту утворюється до 3-4 тисяч тромбоцитів.